# Белоножко, Виталий Васильевич
Виталий Васильевич Белоножко (укр. Віталій Васильович Білоножко; 11 июня 1953, Слобода, Бурынский район, Сумская область, УССР, СССР — 9 января 2024) — украинский певец, эстрадный исполнитель; Народный артист Украины (1995); основатель и организатор периодического Международного фестиваля семейного творчества «Мелодия двух сердец».

## Биография
Виталий Васильевич Белоножко родился 11 июня 1953 года в селе Слобода Бурынского района Сумской области.
Параллельно с общеобразовательной средней школой окончил музыкальную семилетнюю школу по классу аккордеона. Принимал активное участие в художественной самодеятельности района и области.
Учился в Сумском музыкальном училище на дирижёрско-хоровом факультете и в Киевской Государственной консерватории по классу вокала у народного артиста УССР Константина Огневого.
Окончив музыкальное училище, Виталий работал в Черниговской филармонии, служил в армии — в Киевском военном округе в десантных войсках, во время службы в армии Виталий Белоножко был участником Ансамбля песни и пляски Киевского военного округа.
Окончил Киевскую национальную консерваторию имени П. И. Чайковского. В то же время работал солистом Киевского театра эстрады на Подоле.
С 1981 года работал солистом Гостелерадио Украины. Участвовал в Днях культуры Украины в 25 странах мира, в том числе в США, Канаде, Китае, Великобритании, Франции, Венгрии, Германии, Польше, Чехословакии, Японии, Сомали и всех республиках бывшего СССР.
Первыми песнями, записанными Белоножко на радио, стали произведения Максима Дунаевского «Всё пройдёт» и «Городские цветы». Впоследствии Белоножко нашёл постоянных авторов — Александра Злотника (песни «Возвращайся сюда», «Там, где двое встречаются», «Затанцую тебя», «Кто ты такой?», «Тайфун по имени Катя», «Старая дача», «Волшебница», «Чтим любовь») и Александра Осадчего («Ты — земля моя», «Твоё имя», «А была любовь», «Не лукал», «Боже, дай Украине волю»). В 1994 году фирма «НАК» выпустила 2 компакт-кассеты под общим названием «Ярмарка», через год — «Яблоневый туман», на которых собраны последние записи Виталия Белоножко. С тех пор Виталий начал концертировать вместе со своей женой Светланой, бывшей солисткой оперетты и экс-диктором УТ-1.
Всего В. В. Белоножко выпустил 6 компакт-дисков в Украине, США и Канаде, антологию собственного творчества и 12 аудиокассет.
В 1999 году вместе с женой Народной артисткой Украины Светланой Белоножко стал основателем регулярного Международного фестиваля семейного творчества «Мелодия двух сердец», одного из самых популярных в государстве.
В 2000-е годы выступал в концертных программах, в частности, являлся постоянным участником благотворительных акций и гала-концертов, в том числе на ТВ, занимался фестивалем «Мелодия двух сердец», параллельно преподавал на кафедре эстрадного пения в Киевском национальном университете культуры и искусств.
Был кандидатом в народные депутаты от партии «Сила и честь» на парламентских выборах 2019 года, № 22 в списке. Беспартийный.
Умер 9 января 2024 года на 71-м году жизни в Киеве.

## Награды
В декабре 1995 года Виталию Васильевичу Белоножко было присвоено звание народного артиста Украины.
За высокое профессиональное мастерство и весомый вклад в развитие и популяризацию украинской песни артист награждён Международным орденом Николая Чудотворца (1998) и «Президентской Никой» (1997), является кавалером орденов Ярослава Мудрого V степени (2003), «За заслуги» ІІІ степени (2008), «За заслуги» ІІ степени (2013).
Виталий Белоножко — лауреат многих всеукраинских и международных песенных фестивалей и конкурсов, многократный дипломант музыкальной премии «Шлягер года».